# ヘンク・デ・ヨング
ヘンク・デ・ヨング（Henk de Jong、1964年8月27日 - ）は、オランダ・ドラフステン出身のサッカー指導者。

## 経歴
1994年から地元のアマチュアクラブで指導者としてのキャリアをスタートさせ、1999年のヘラクレス・アルメロで自身初となるプロクラブでの指導を経験した。
2014年4月28日、SCカンブールの監督に就任した。
2016年12月、エールディヴィジで降格圏に沈んでいたデ・フラーフスハップの監督に途中就任した。
2019年3月20日、古巣であるSCカンブールに監督として復帰し、2021年8月にはクラブをエールディヴィジ昇格に導いたことでリヌス・ミヘルス・アワードを受賞した。